# Monkey Island
Monkey Island é uma série de jogos eletrônicos de aventura. Os primeiros quatro jogos da série foram desenvolvidos e publicados pela LucasArts e o quinto pela Telltale Games. O sexto jogo foi desenvolvido pela Terrible Toybox e publicado pela Devolver Digital.
Os jogos seguem as desventuras de Guybrush Threepwood enquanto ele tenta se tornar o pirata mais famoso do Caribe, derrotar os planos do pirata zumbi LeChuck e roubar o coração da governadora Elaine Marley. O enredo de cada jogo geralmente envolve a misteriosa Monkey Island e seus segredos impenetráveis.
O primeiro jogo da série foi criado por Ron Gilbert, Tim Schafer e Dave Grossman. Gilbert e Grossman trabalharam nos dois primeiros jogos antes de deixarem a LucasArts. O terceiro e o quarto jogo foram criados sem o envolvimento da equipe original. Grossman voltou a trabalhar na série a partir do quinto jogo, e Gilbert dirigiu o sexto jogo, Return to Monkey Island.

## Visão geral

### Personagens
Os jogos incluem uma grande variedade de personagens, muitos recorrentes através de toda a série. Todos os jogos compartilham dos mesmos três protagonistas: o herói Guybrush Threepwood, seu interesse amoroso Elaine Marley e o vilão, o pirata zumbi LeChuck. Muitos outros personagens como a misteriosa Voodoo Lady, a espadachim Carla, o vendedor estereotípico Stan S. Stanman, a caveira demoníaca falante Murray, o cartógrafo Wally e o aventureiro Herman Toothrot aparecem múltiplas vezes na franquia.

### Inspiração
As duas principais inspirações de Ron Gilbert para a história foram o brinquedo Pirates of the Caribbean da Disneyland na Califórnia, bem como o livro On Stranger Tides (1987), de Tim Powers. O livro foi a inspiração para os personagens e enredo, enquanto o brinquedo foi a inspiração para a ambientação. Gilbert disse em uma entrevista que "[o brinquedo] mantém você se movendo pela aventura mas eu sempre quis poder sair a andar por aí, aprender mais sobre os personagens e encontrar uma forma de entrar naqueles navios. Então com The Secret of Monkey Island eu queria criar um jogo que tivesse o mesmo estilo, mas onde você pode sair do barco e entrar naquele mundo."

## Jogos
| 1990 | The Secret of Monkey Island        |
| 1991 | Monkey Island 2: LeChuck's Revenge |
| 1992 |                                    |
| 1993 |                                    |
| 1994 |                                    |
| 1995 |                                    |
| 1996 |                                    |
| 1997 | The Curse of Monkey Island         |
| 1998 |                                    |
| 1999 |                                    |
| 2000 | Escape from Monkey Island          |
| 2001 |                                    |
| 2002 |                                    |
| 2003 |                                    |
| 2004 |                                    |
| 2005 |                                    |
| 2006 |                                    |
| 2007 |                                    |
| 2008 |                                    |
| 2009 | Tales of Monkey Island             |
| 2010 |                                    |
| 2011 |                                    |
| 2012 |                                    |
| 2013 |                                    |
| 2014 |                                    |
| 2015 |                                    |
| 2016 |                                    |
| 2017 |                                    |
| 2018 |                                    |
| 2019 |                                    |
| 2020 |                                    |
| 2021 |                                    |
| 2022 | Return to Monkey Island            |

### The Secret of Monkey Island(1990)
A série foi iniciada em 15 de outubro de 1990 com o lançamento de The Secret of Monkey Island para Amiga, MS-DOS, Atari ST e Mac OS Classic, mais tarde também lançado para Mega-CD. Uma recriação do jogo com gráficos atualizados e dublagem foi lançada para PlayStation Network, Windows, Xbox Live Arcade e OS X. Uma versão para iPhone também foi lançada em 23 de julho de 2009.
O jogo conta a história do protagonista Guybrush Threepwood em sua jornada para se tornar um pirata, devendo completar três desafios. Durante o processo, ele conhece e se apaixona pela governadora Elaine Marley, que o pirata fantasmagórico LeChuck também ama. Quando Elaine é capturada, Guybrush encontra uma tripulação e um barco para seguir LeChuck, derrotá-lo e resgatar sua amada.

### Monkey Island 2: LeChuck's Revenge(1991)
O segundo jogo, Monkey Island 2: LeChuck's Revenge, foi lançado em 1991 para MS-DOS, Amiga, Mac OS Classic e FM Towns. Uma recriação do jogo, no mesmo estilo de The Secret of Monkey Island, foi lançada em 23 de julho de 2010 para iOS, macOS, Windows, PlayStation 3 e Xbox 360.
Como Guybrush, com um baú do tesouro e pendurado por cordas acima de um abismo, ele conta a Elaine a história do jogo. Ele decide encontrar o maior dos tesouros, o de Big Whoop. Sem querer, ele ajuda a reviver LeChuck, agora em forma zumbi. Guybrush é eventualmente capturado por seu arqui-inimigo mas consegue escapar com a ajuda de Wally e encontra o tesouro, mas acaba pendurado por uma corda, voltando à cena do início do jogo. Enquanto Threepwood conclui sua história, sua corda se rompe e ele enfreta LeChuck, finalmente derrotando-o usando vodu.

### The Curse of Monkey Island(1997)
The Curse of Monkey Island, o terceiro jogo da série, foi lançado exclusivamente para Windows em 1997, depois de um hiato de 6 anos. Diferente dos jogos anteriores, que possuíam gráficos baseados em pixels, ele inclui gráficos animados em 2D com personagens mais cartunescos.
Sem querer, Guybrush transforma Elaine em uma estátua de ouro com um anel amaldiçoado, e ela é rapidamente roubada por piratas. Ele a encontra e procura um anel que possa reverter a maldição. LeChuck aparece em uma forma demoníaca ardente, e segue Guybrush de perto até uma batalha final no brinquedo Monkey Mountain do parque de diversões do vilão.

### Escape from Monkey Island(2000)
O quarto jogo da série, Escape from Monkey Island foi lançado em 2000 para Windows, com versões lançadas mais tarde para MacOS e PlayStation 2.
Quando Guybrush Threepwood e Elaine Marley retornam de sua lua de mel, eles descobrem que Elaine havia sido declarada morta, sua mansão recebeu uma ordem para ser destruída e sua posição como governadora será sujeita a eleições. Guybrush investiga e encontra uma conspiração de LeChuck e do novo vilão Ozzie Mandrill para usar um talismã vodu que tornaria todos os piratas do Caribe dóceis, transformando a região em um centro de turismo.

### Tales of Monkey Island(2009)
Tales of Monkey Island, quinto jogo da série, foi co-desenvolvido pela Telltale Games e pela LucasArts, com um lançamento episódio em cinco partes para WiiWare e Windows. O primeiro foi lançado em 7 de julho de 2009, e o último em 8 de dezembro do mesmo ano. Uma versão para PlayStation 3 contendo todos os episódios foi lançada em 2010.
Durante uma batalha com seu arqui-inimigo LeChuck, Guybrush Threepwood sem querer liberta uma varíola maligna que se espalha rapidamente pelo Caribe, transformando piratas em monstros. A Voodoo Lady aconselha Guybrush a ir em uma jornada em busca de uma esponja do mar lendária para travar a epidemia, mas essa aventura se torna mais confusa do que parece ao início, envolvendo lutas contra a nova personagem e caçadora de tesouros Morgan LeFlay e uma conspiração do novo vilão Marquis de Singe.

### Return to Monkey Island(2022)
O sexto jogo da série, Return to Monkey Island foi lançado em 19 de setembro de 2022 para Nintendo Switch e Windows. O jogo foi uma colaboração entre a desenvolvedora Terrible Toybox, a Lucasfilm Games e a publicadora Devolver Digital, além de ser o primeiro a ser dirigido pelo criador da série Ron Gilbert desde Monkey Island 2: LeChuck's Revenge. Diferente dos dois jogos anteriores, ele volta a ter gráficos em 2D como os três primeiros, além de contar com um novo sistema de interface de usuário.